# Židovský hřbitov v Myslkovicích
Židovský hřbitov v Myslkovicích, založený před rokem 1750, se nachází asi 600 m severovýchodně od zámku na kraji lesa při modře značené turistické trase. Je chráněn jako kulturní památka České republiky.
V areálu o rozloze 1024 m² se dochovalo kolem 180 náhrobků a zbytky márnice. Hřbitov je volně přístupný.
Myslkovická židovská komunita, která se datuje z doby před rokem 1650, přestala existovat podle zákona 57/1890 ř.z. (zákon o vnějších poměrech israelitské náboženské společnosti) z roku 1890. Do okupace se o hřbitov starala židovská obec v Soběslavi.